# Rotstekeningen van Fossum
De rotstekeningen van Fossum in de Zweedse gemeente Tanum, Bohuslän dateren uit de  noordse bronstijd (1800 - 1000 v.Chr.). Samen met andere, nabijgelegen rotstekeningen uit het rotsgravuregebied van Tanum zijn ze opgenomen in de UNESCO-werelderfgoedlijst van archeologisch cultuurerfgoed. 
Het rotstekeningenveld ligt vlak bij de N163, een paar kilometer ten oosten van de kerk van Tanum. Op dit gladde rotspaneel zijn verschillende, prachtig bewerkte motieven te zien, zoals jachttaferelen, hoornblazers, beelden van schepen dieren (180 in totaal). Een groot aantal mannen met voor de bronstijd kenmerkende bijlen, bogen en zwaarden zijn verspreid over het rotspaneel. De schepen zijn veelal op karakteristieke wijze onder elkaar gegroepeerd. Met streepjes is het aantal mannen aan boord van de schepen gemarkeerd.

## Galerij

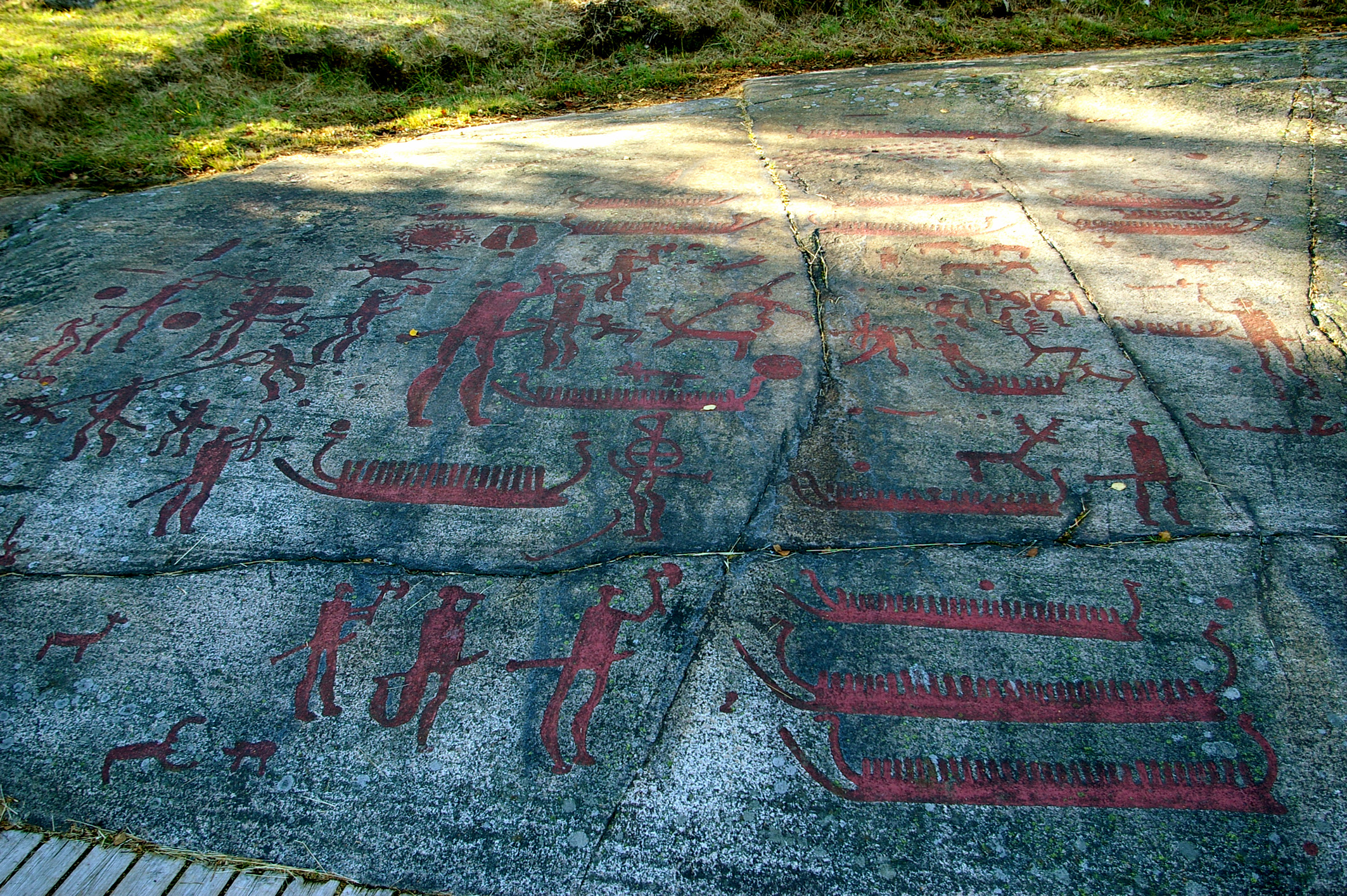
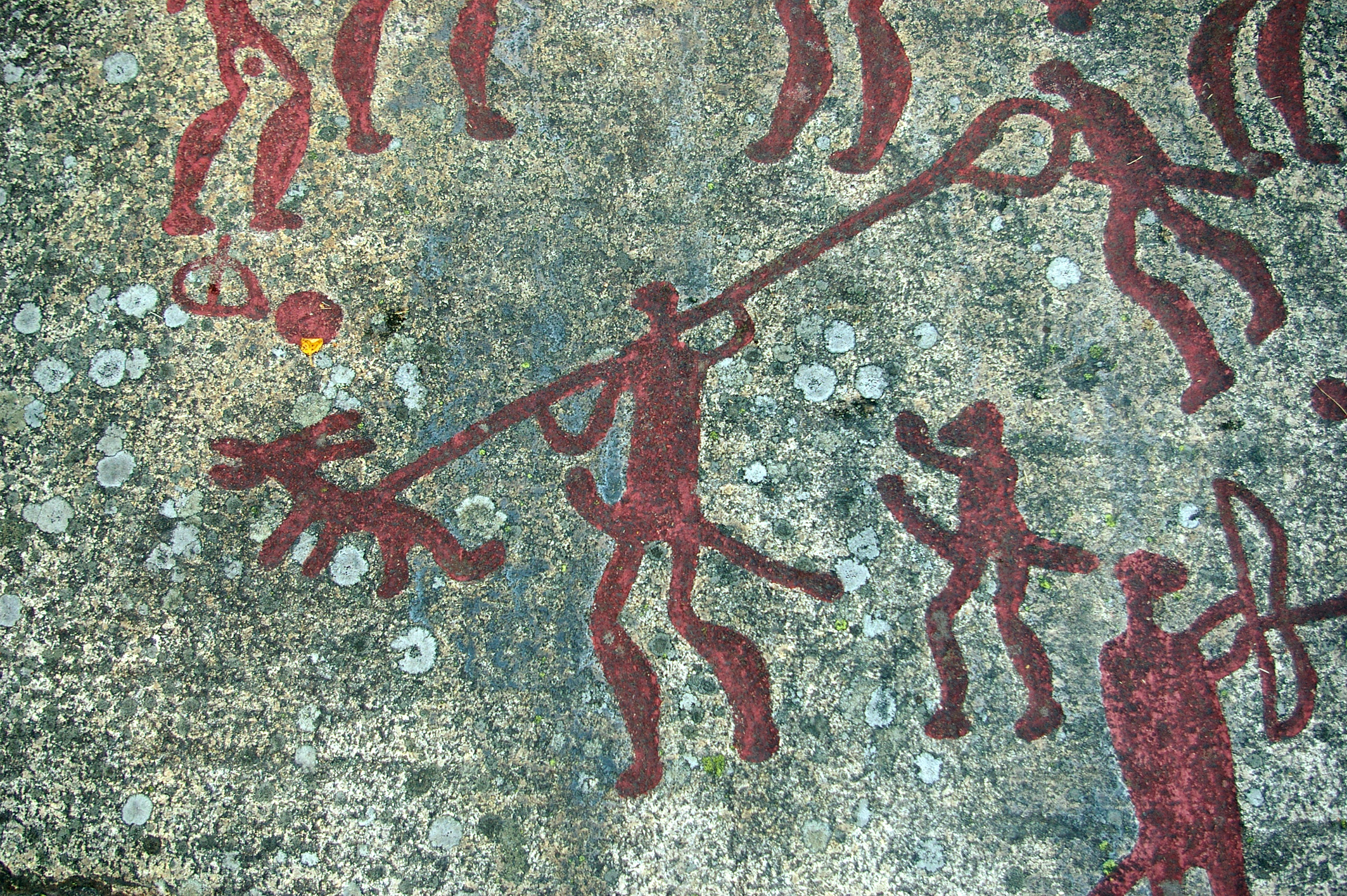
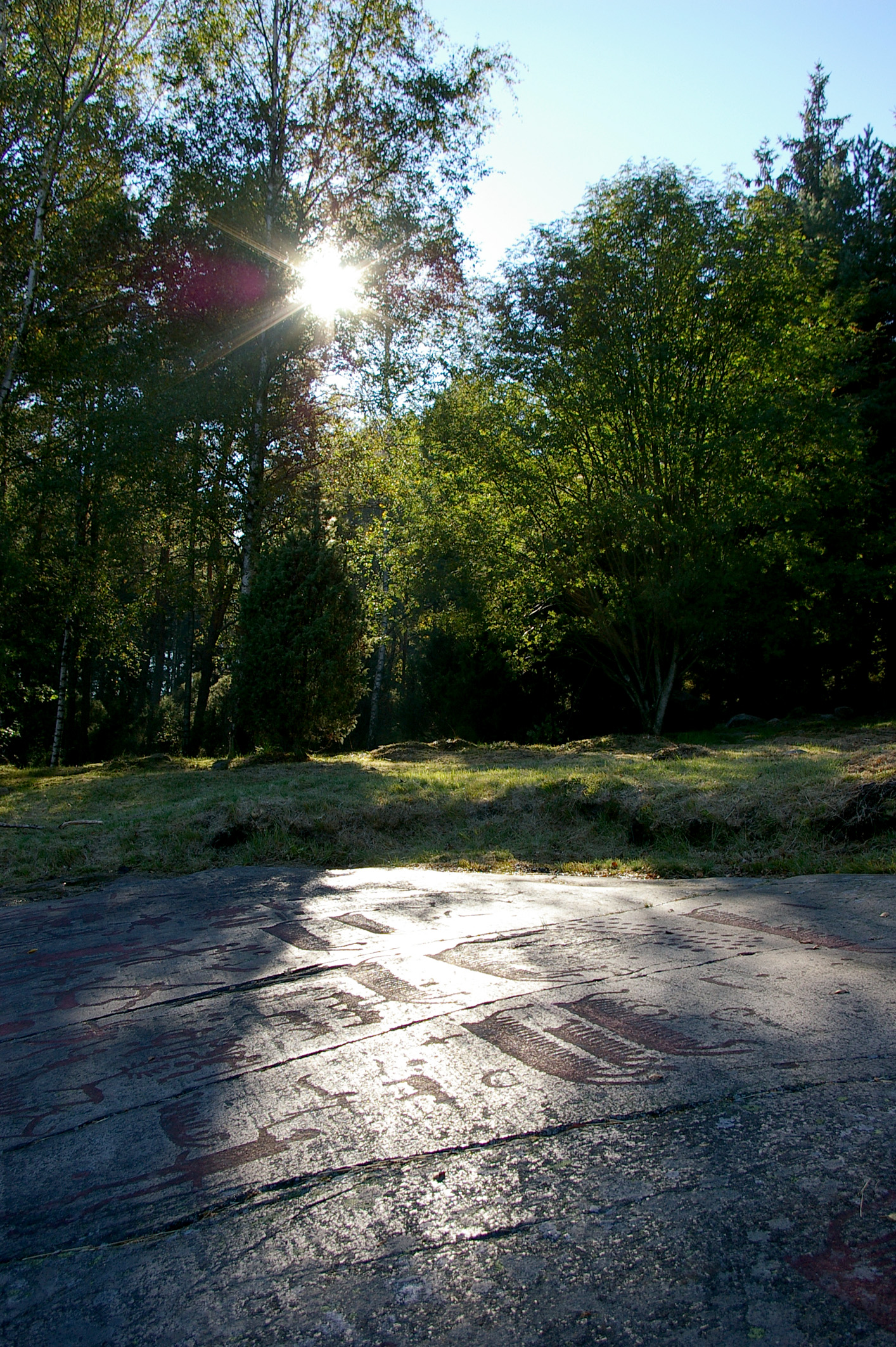